# Lernanthropus cruciatus
Lernanthropus cruciatus is een eenoogkreeftjessoort uit de familie van de Lernanthropidae. De wetenschappelijke naam van de soort is voor het eerst geldig gepubliceerd in 1962 door Pillai.